# Salazar (Burgos)
Salazar es una localidad y una Entidad Local Menor situadas en la provincia de Burgos, comunidad autónoma de Castilla y León (España), comarca de Las Merindades, partido judicial de Villarcayo, ayuntamiento de Villarcayo de Merindad de Castilla la Vieja.

## Geografía
Es un pueblo situado en el norte de la provincia en la vertiente mediterránea, valle del río Nela, en su margen izquierda, al norte del municipio y colindante la Merindad de Valdeporres. Dista a 6 km de Villarcayo, cabeza de partido, y a  81 de Burgos. 

### Comunicaciones
- Carretera:  Local BU-V-5613 que nos conduce desde Cigüenza a Linares atravesando Casillas.
- Ferrocarril: Hasta su cierre en 1985  apeadero del ferrocarril Santander-Mediterráneo en la vecina localidad de Escaño, a 2 km.

## Demografía
En el censo de 1950 contaba con  237 habitantes, reducidos a 31 en 2024, 21 varones y 10 mujeres.
| Gráfica de evolución demográfica de Salazar entre 2000 y 2019                                    |
|                                                                                                  |
| Población de derecho (2000-2010) según los censos de población del INE a 1 de enero de cada año. |

## Historia
Lugar del Partido de Campo uno de los tres en que se dividía la Merindad de Castilla la Vieja  ,   adscrita al  Corregimiento de las Merindades de Castilla la Vieja, jurisdicción de realengo con regidor pedáneo.
A la caída del Antiguo Régimen queda agregado al ayuntamiento constitucional   de Merindad de Castilla la Vieja , en el partido de Villarcayo perteneciente a la región de  Castilla la Vieja.

## Patrimonio
Núcleo de gran interés histórico-artístico que conserva numerosas casas blasonadas, de excelente construcción, en algunos casos completas de sillería con zaguanes y excelentes escudos. Recientemente todo su casco urbano ha sido declarado conjunto histórico-artístico.
Iglesia católica gótica de San Esteban que guarda un interesante cristo de alabastro que data del siglo XVI. 
Ermita de San Bartolomé, con dos partes diferenciadas, la de la derecha, la iglesia, del siglo XIII-XIV y la de la izquierda, que al parecer fue hospedería, del siglo XVII-XVIII.
Iglesia de El Cristo, del siglo XV, con algún elemento reaprovechado, como la celosía de una ventana que puede ser mozárabe. 
Las Torres de los Salazar son los edificios fortificados más simbólicos y constan de dos torres y cuerpo central, fueron levantadas entre los siglos XVI y XVIII. Las torres fueron el solar de esta familia, de gran protagonismo en la historia de la comarca y en el desarrollo de Castilla. En la parte trasera de la casa hay una hermosa galería a modo de logia renacentista.

## Parroquia
Iglesia parroquial católica de la San Esteban, en el Arcipestrazgo de Merindades de Castilla la Vieja, diócesis de Burgos. Dedpenden las siguientes localidades:
| - Barruso - Bocos - Campo de Villarcayo - Casillas | - Cigüenza - Escanduso - Fresnedo - Lechedo | - Mozares - Oteo de Villarcayo - La Quintana de Rueda - Torme | - Tubilla - Villacanes - Villacomparada de Rueda |  |